# Robbis och Evas guldjakt
Robbis och Evas guldjakt är ett julkalenderprogram i SVT. Serien hade premiär julen 2024. Serien riktas till yngre barn som inte är målgruppen för julkalendern i Sveriges Television och översattes till flera av Sveriges minoritetsspråk.

## Handling
I 24 avsnitt kommer vi följa Eva och Robbi robot. Varje dag ska de tillsammans pyssla. Något som är tänkt att smitta av sig till föräldrarna och barnen hemma i tv-soffan.

## Rollista
- Eva Funck - Eva
- Sara Bexell - Robbi robot

## Produktion

### Inspelning
Serien spelades in under sommaren 2024 i en studio i Umeå.